# Montchetoundra
Le Montchetoundra (en russe : Мончетундра) est une chaîne de montagnes qui s'étend dans l'oblast de Mourmansk, en Russie lapone. La chaîne s'étend du sud-est au nord-ouest sur 30 km sur la rive ouest du lac Imandra. Au pied des montagnes se trouve la ville de Montchegorsk. Le mont Khipik et ses 965 mètres en est le point culminant.